# 哈尔布莱希
哈尔布莱希是德国巴伐利亚州的一个市镇。总面积125.46平方公里，总人口3395人，其中男性1685人，女性1710人（2011年12月31日），人口密度27人/平方公里。